# 헤르베르트 폰 비스마르크 후작
니콜라우스 하인리히 페르디난트 헤르베르트 폰 비스마르크 후작(독일어: Nicolaus Heinrich Ferdinand Herbert Fürst von Bismarck, 1849년 12월 28일 ~ 1904년 9월 18일)은 독일의 정치인이다. 1886년에서 1890년까지 4년간 외무청차관서리를 지냈다. 오토 폰 비스마르크 후작의 아들로, 정치경력이 부친과 거의 함께 움직였다. 1898년 부친이 사망하면서 비스마르크 후작 작위를 승계했다.